# パラッツォ・バルベリーニ

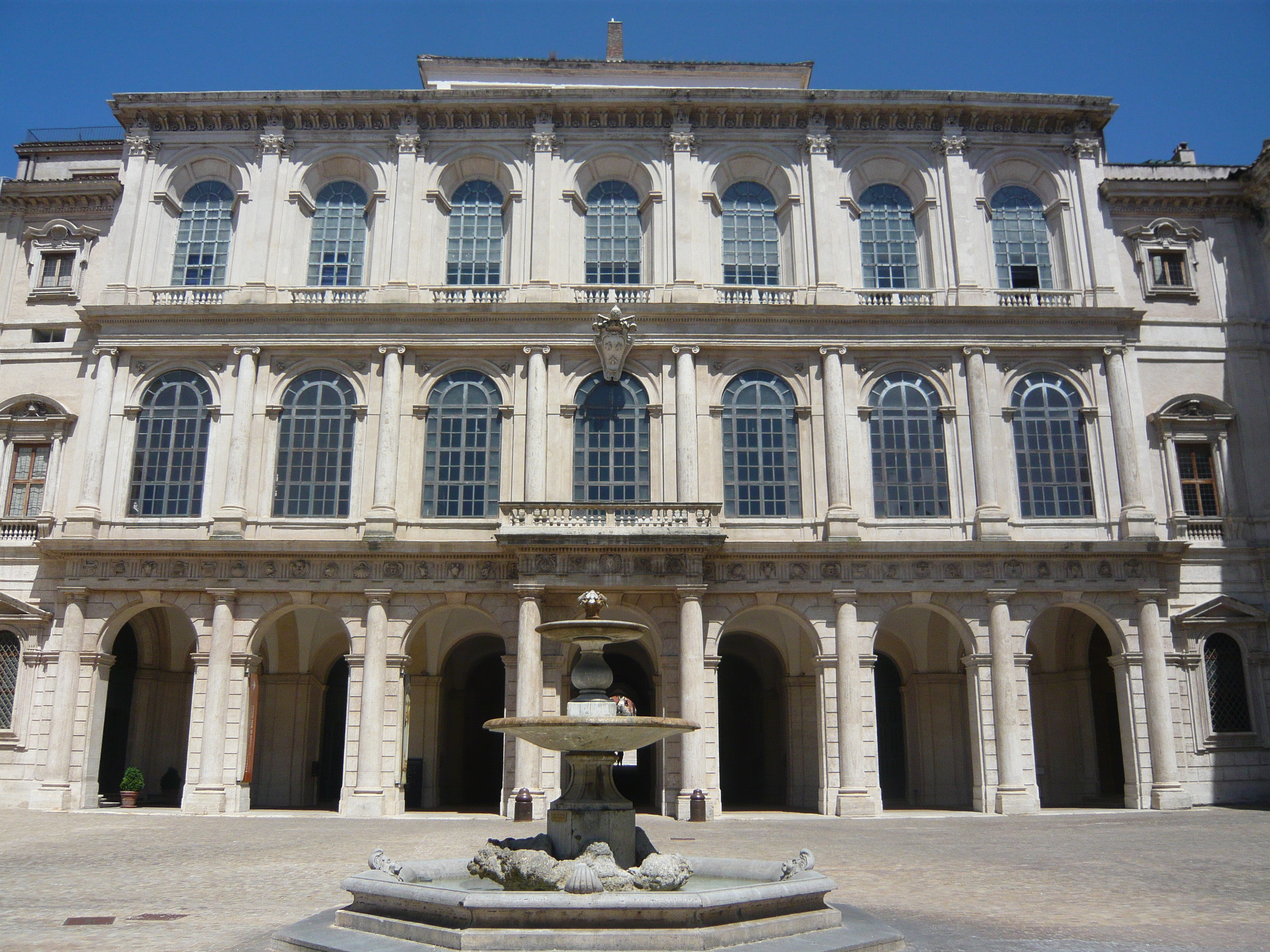
ファサード

パラッツォ・バルベリーニ (イタリア語: Palazzo Barberini) はイタリア共和国ローマに現存するバロック建築のパラッツォである。現在は国立古典絵画館として利用されている。日本語ではバルベリーニ宮あるいはバルベリーニ宮殿などとも表記される。国立古典絵画館は、イタリアのルネサンスおよびバロック絵画の数々の傑作で知られている。

## 歴史
もともとこの場所はスフォルツァ家の敷地であったが、バルベリーニ家が買い取ったもので、1633年までにおおむね完成したこの建築は、ウルバヌス8世（フィレンツェのバルベリーニ家出身）の命で建設された。当初建設の任にあったカルロ・マデルノが1629年に死去すると、その後はジャン・ロレンツォ・ベルニーニと、マデルノの親類であったフランチェスコ・ボッロミーニが引き継いだ。建設を依頼したのはウルバヌス8世の甥のタッデオ・バルベリーニであったとする資料もあり、これによれば依頼したのは1627年であった。
当初マデルノはパラッツォ・ファルネーゼのように中庭のあるタイプの平面構成をとっていたが、引き継いだベルニーニはH型平面に仕様変更し現存する形の構成とした。このベルニーニの仕様変更に対するボッロミーニの関わりは明らかになっていない。『地球の歩き方』によれば当初のマデルノ案の時点でH型平面であったとされており、ベルニーニが仕様変更したわけではないとしている。
1634年にボッロミーニはパラッツォ・バルベリーニの近くにあったサン・カルロ・アッレ・クワトロ・フォンターネ聖堂改修の仕事にかかるため手を引き、装飾と残りの建設作業はベルニーニが1638年に完了した。結果として「イタリア・バロックの3大建築家が協力した珍らしい作品」という評価を与えられることとなった。
ながらくバルベリーニ家の所有であったが、1949年に至って政府の所有となった。この移管は寄付であるとする説明と売買によるとする説明がある。1953年の映画『ローマの休日』において、登場人物のアン王女が滞在および脱走する某国大使館の門はパラッツォ・バルベリーニの門が使用された。現在は絵画館（後述『国立古典絵画館』）として使用されている。

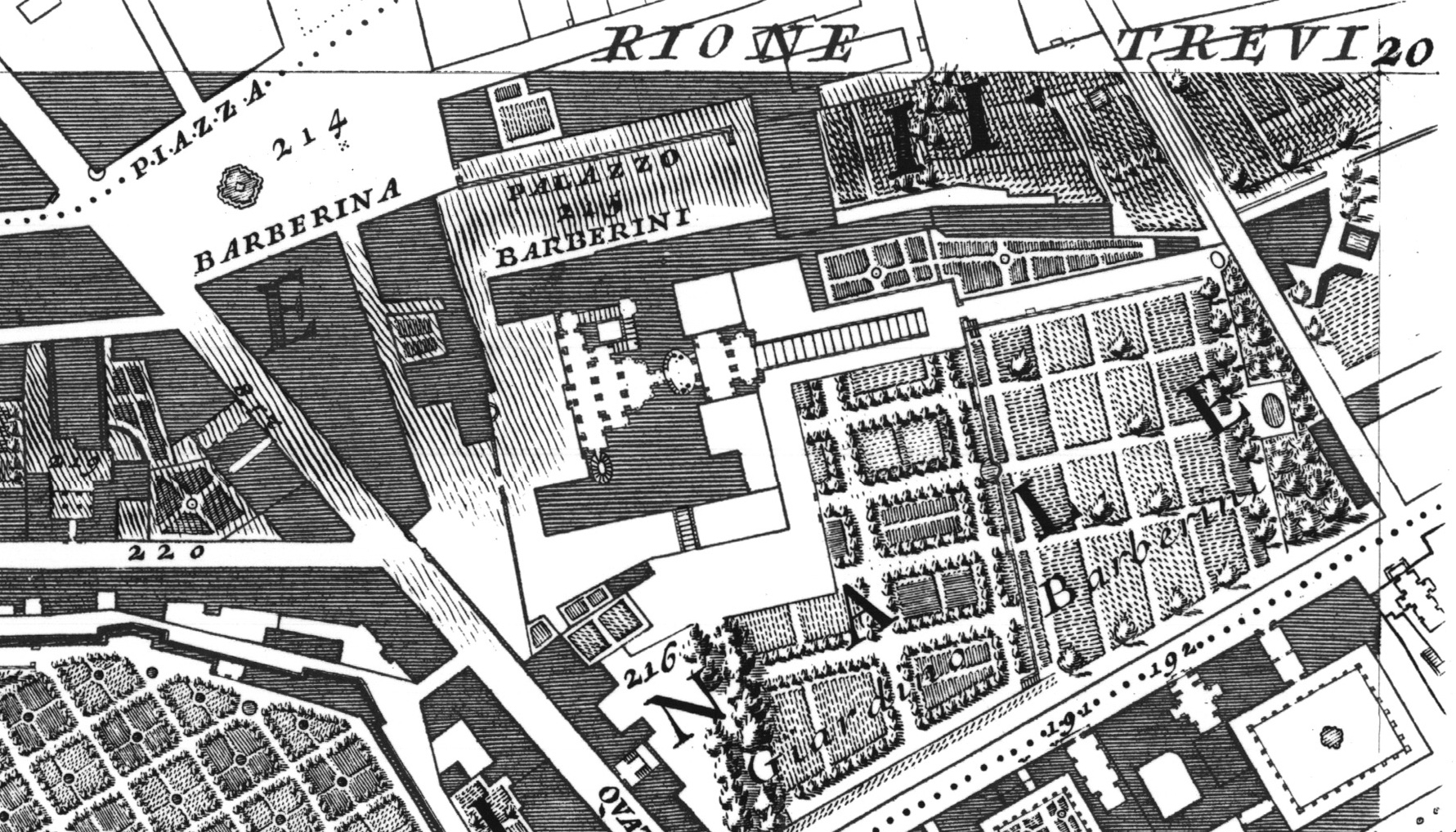
平面図。上が北

## 立地
ローマ地下鉄A線バルベリーニ駅のあるバルベリーニ広場周辺、方角で言えば南東に位置する。トリトーネの噴水などで知られる広場で、窓からすぐ下方に見える位置である。パラッツォ・バルベリーニの南西にはクイリナーレ宮殿がある。
高低差のある立地で、背面に設けられた庭園は建物の2階部分と一致する高さにあたる。この庭園側からの建物入り口には、騎乗のまま利用が可能な大階段を下って至るようになっている。

## 建築
正面を西としてH型の平面を見せる3階建ての建築物である。H型といっても左右対称ではなく、南側は若干短くなっている。
H型のへこんだ前庭の奥には三角形の玄関がある。玄関入って正面からは楕円形の広間を囲む形で二手にわかれた大階段が上階へ続いている。玄関の右手（南側）には螺旋階段が、逆の左手（北側）には直上階段がこれも上階へ続いている。この玄関と大階段はベルニーニの作であることがわかっている。
2階には大広間と主室があり、大広間にはフレスコ画が描かれている。このピエトロ・ダ・コルトーナによる天井画『神の摂理の勝利』(Trionfo della Divina Provvidenza)については 「ピエトロ・ダ・コルトーナ#バルベリーニ宮殿天井画」 を参照。同じく2階にある、クーポラをもつコルトーナの礼拝堂 (Cappella di Pietro da Cortona) もコルトーナによるフレスコ画で装飾されている。
3階はかつての居室部分で、バロック期以降の作品を主に展示している。2013年に開放された。

## 国立古典絵画館
歴史節で述べたように現在は絵画館として使用されており、ラファエロの『ラ・フォルナリーナ』(La fornarina) をはじめ、12、3世紀 - 18世紀の絵画を中心とした美術品などが展示されている。コレクションは1893年にコルシーニ家からの寄贈で始まっていた国立古典絵画館を基にしている。1949年にこのパラッツォに移転するとともに、コルシーニ宮、コロンナ宮のコレクションにバルベリーニ家、キージ家所有であった絵画などを追加し開館した。なお、写真撮影は不可である。

### 収蔵作品の例
以下に『地球の歩き方』（2014年）にて紹介されている展示物を挙げる。製作年代は脚注の資料より。
Category:バルベリーニ宮国立古典絵画館の所蔵品も参照
1階
- フィリッポ・リッピ『タルクイニアの聖母』(Madonna di Tarquinia) 1437年
- フィリッポ・リッピ『二人のひざまずく寄進者のいる受胎告知』(Annunciazione e due donatori) 1435年ごろ
- ベッリーニ『男の肖像』(Ritratto di Uomo)
- ベッリーニ『キリストの祝福』(Chiristo benedicente)

2階
- ピエロ・ディ・コジモ『読書するマグダラのマリア』(La Maddalena che legge) 1501年ごろ
- ラファエロ『ラ・フォルナリーナ』(La fornarina) 1518年 - 1519年
- ジュリオ・ロマーノ『聖母子』(Madonna col Bambino) 1522年 - 1523年
- ロレンツォ・ロット『聖カタリナの神秘の結婚と聖人たち』(Matrimonio mistico di Santa Caterina d'Alessandria) 1524年
- ティツィアーノ『ヴィーナスとアドニス』(Venere tenta di trattenere Adone dell'andare a caccia)
- ティントレット『聖ヒエロニムス』(San Girolamo penitente)
- ハンス・ホルバイン『ヘンリー8世の肖像』(Ritratto di Enrico VIII) 1540年
- ブロンズィーノ『ステファノ4世・コロンナの肖像』(Ritratto di Stefano IV Colonna) 1540年
- エル・グレコ『羊飼いの礼拝』と『キリストの洗礼』(Il Battesimo di Cristo) 1596年ごろ
- アンニーバレ・カラッチ『若者の肖像』(Ritratto di giovane)
- ルドヴィーコ・カラッチ『老婆の肖像』(Ritratto di donna)
- グエルチーノ『我アルカディアにもあり 』(I pastori in Arcadia (Et in Arcadia Ego) ) 1618年 - 1622年
- カラヴァッジョ『ホロフェルネスの首を斬るユーディット』(Giuditta e Oloferne) 1598年 - 1599年
- カラヴァッジョ『ナルキッソス』(Il Narciso) 1597年 - 1599年
- カラヴァッジョ『祈る聖フランチェスコ』(San Francesco in meditazione) 1606年
- グイド・レーニ『ベアトリーチェ・チェンチ』(Ritratto di Beatrice Cenci) 1600年ごろ。主題がベアトリーチェ・チェンチであることの信憑性については疑問視されており、またその根拠もないという。
- グエルチーノ『聖ルカ』(San Luca)

3階
- ベルニーニ『ウルバヌス8世の肖像（絵画）』(Ritratto di Urbano VIII) 1631年 - 1632年
- ベルニーニ『ウルバヌス8世の肖像（胸像）』(Ritratto di Urbano VIII) 1632年
- ベルニーニ『ゴリアテの首を持つダヴィド』(David con la testa di Golia)

## ギャラリー

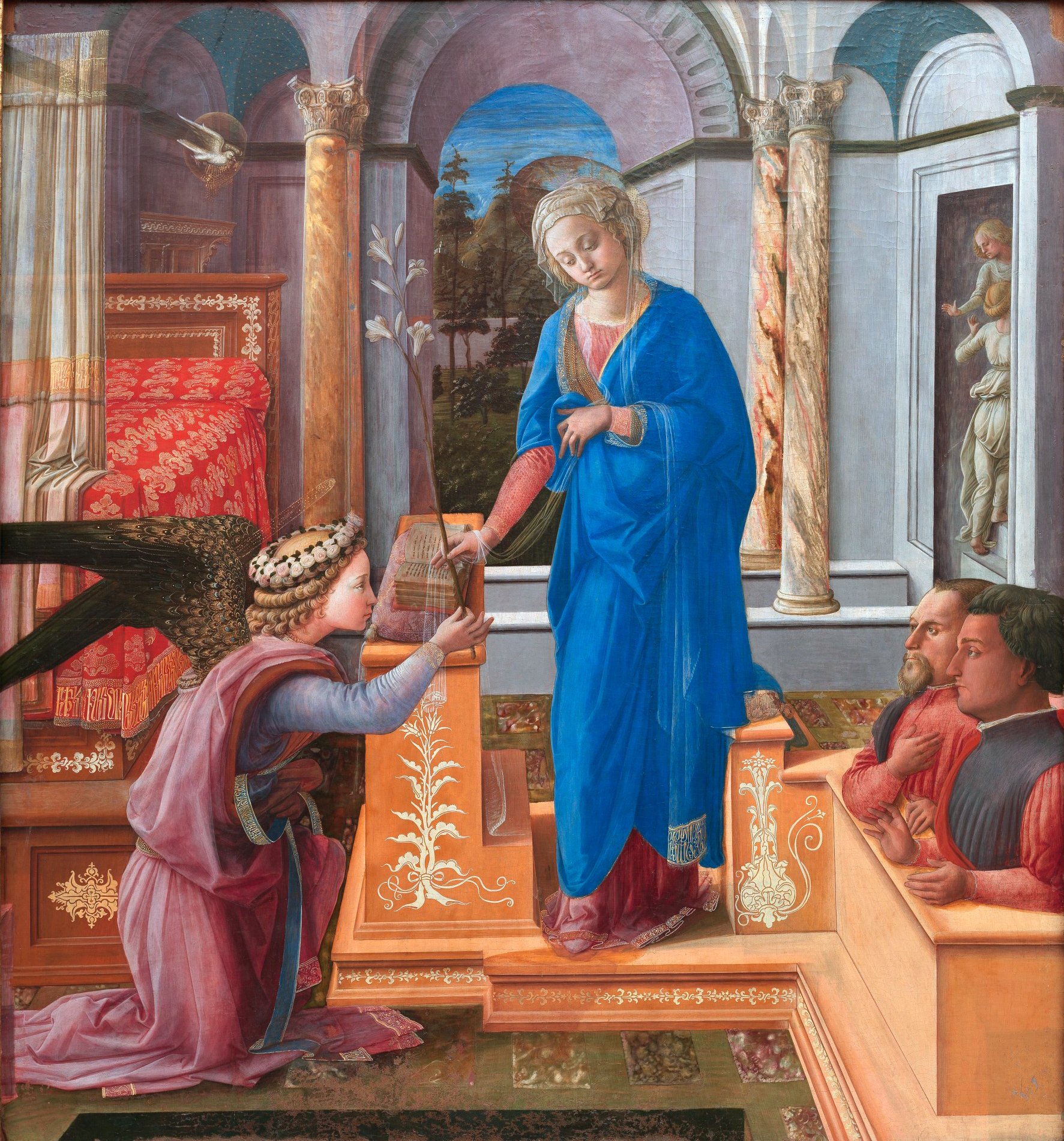
フィリッポ・リッピ『二人のひざまずく寄進者のいる受胎告知』（1440-1445年頃）
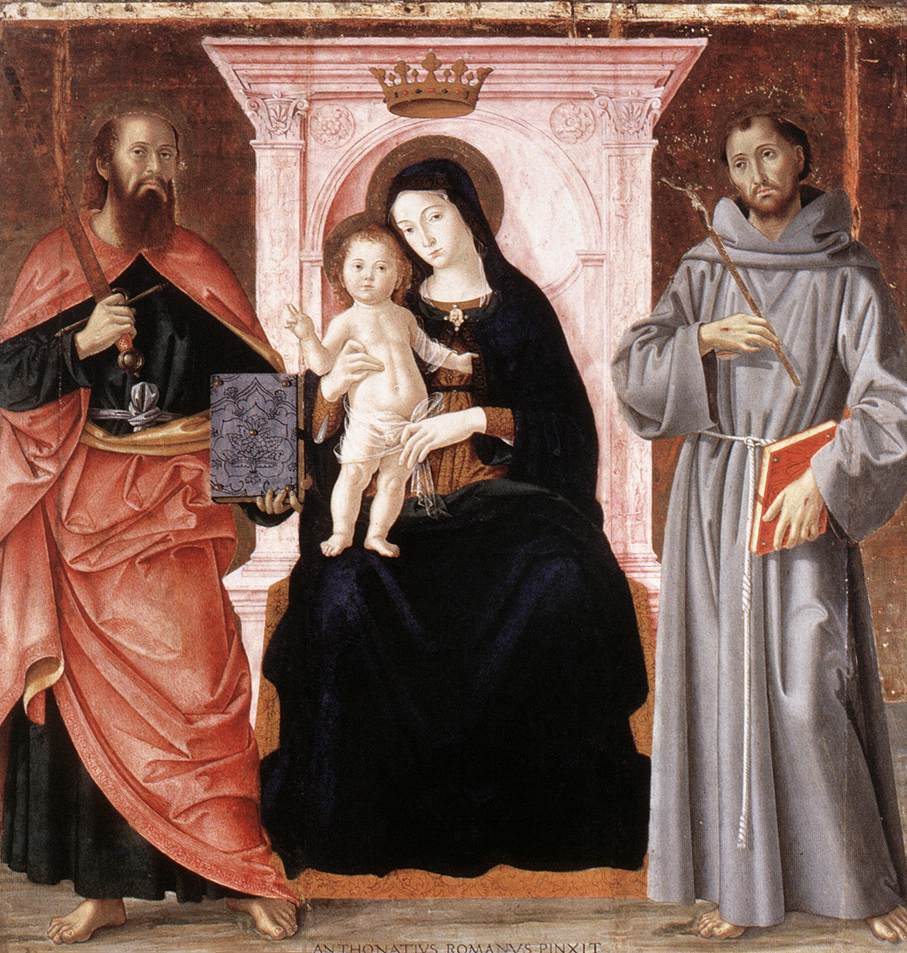
アントニアッツォ・ロマーノ『聖パウロと聖フランチェスコのいる玉座の聖母子』（1487年）
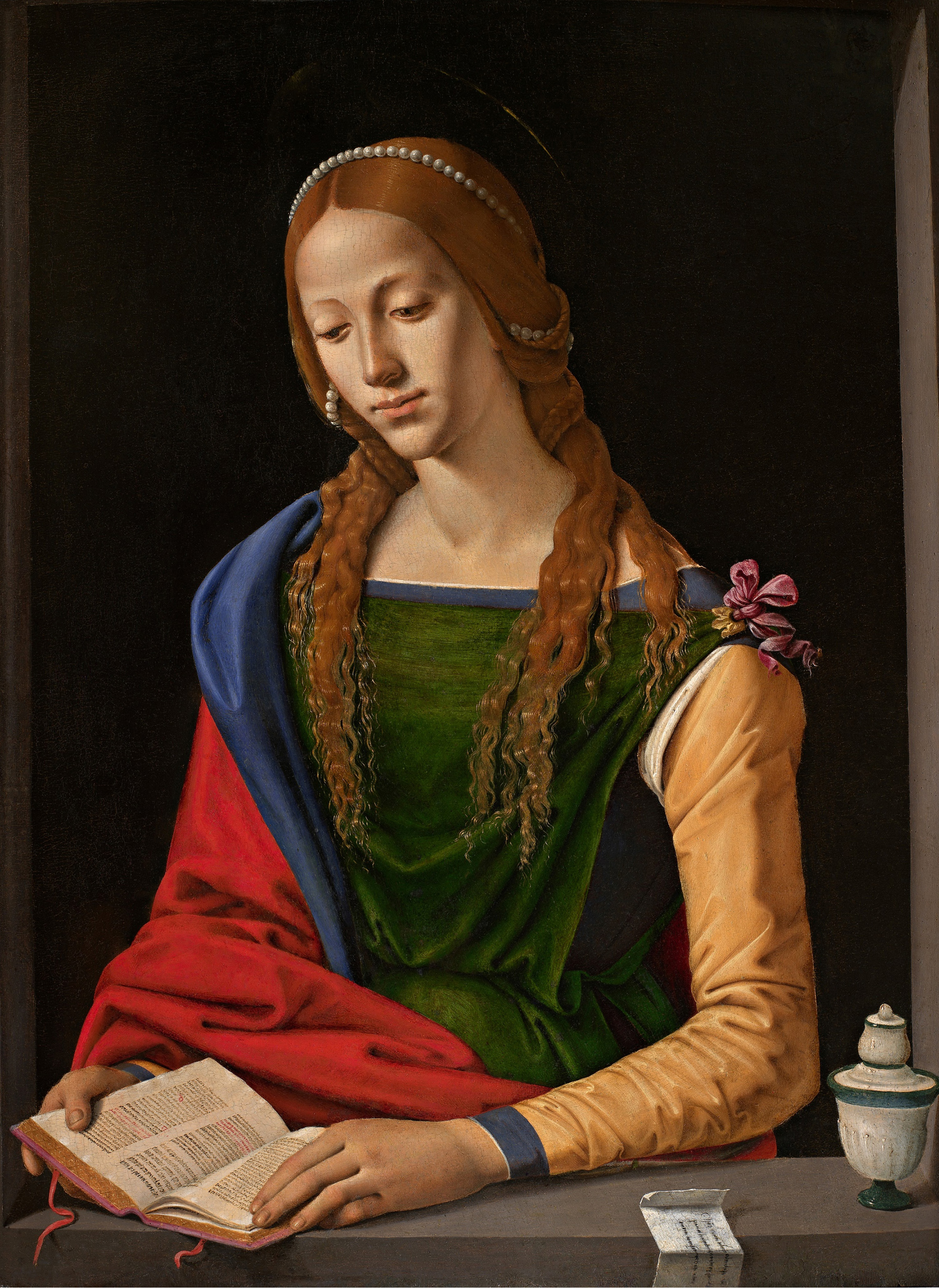
ピエロ・ディ・コジモ『読書するマグダラのマリア』（1501年頃）
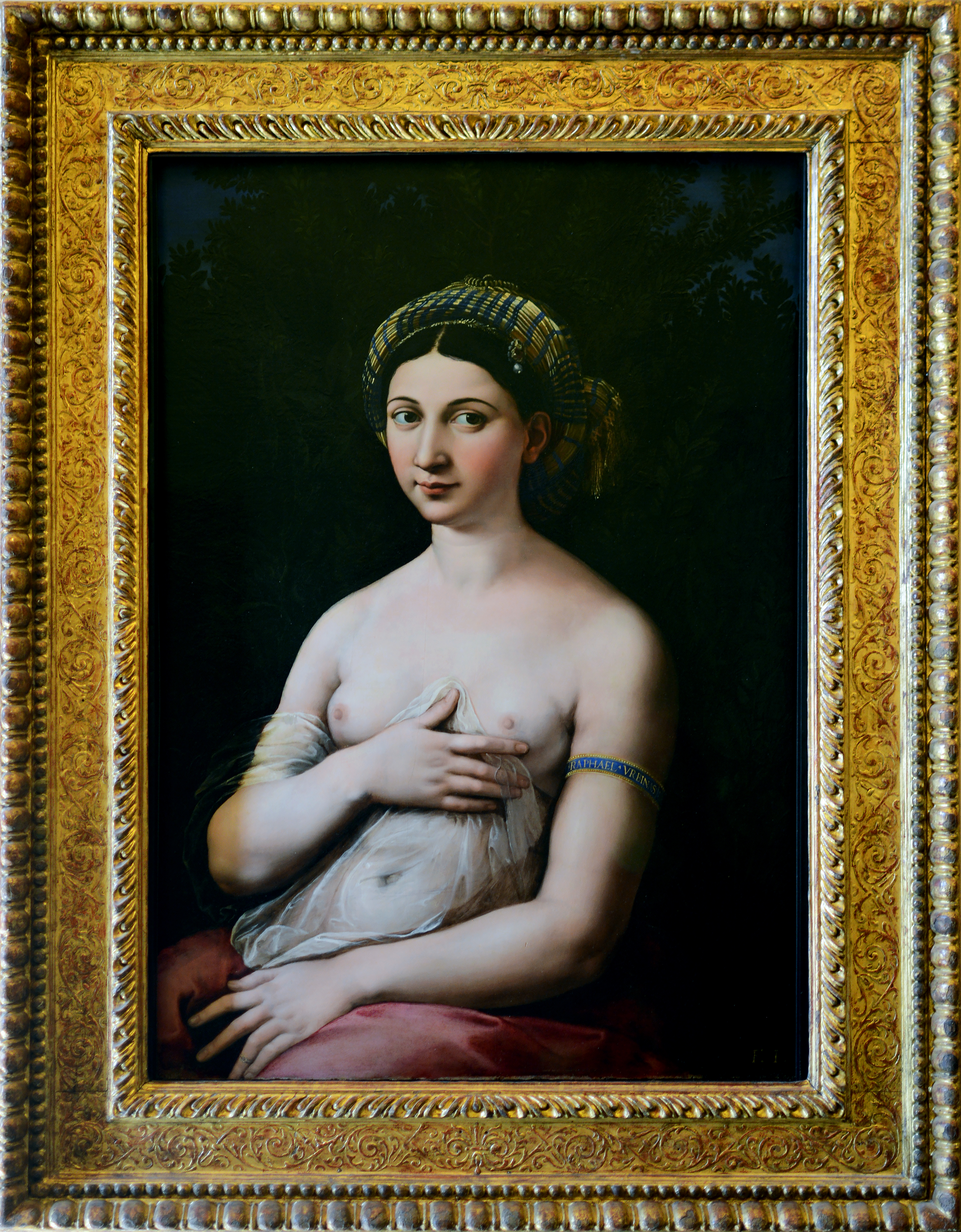
ラファエロ『ラ・フォルナリーナ』（1518-1519年頃）
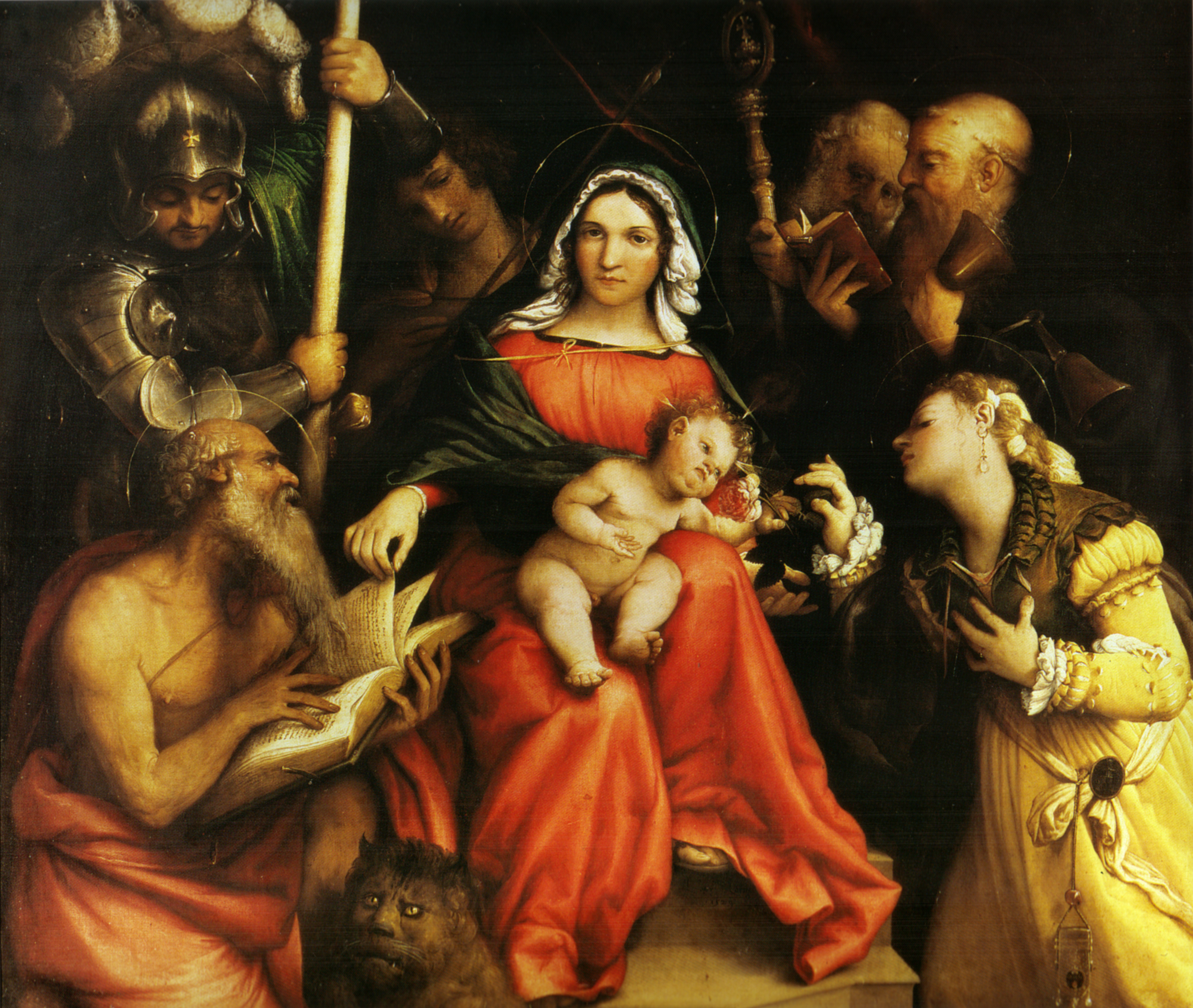
ロレンツォ・ロット『聖カタリナの神秘の結婚と聖人たち』（1524年）
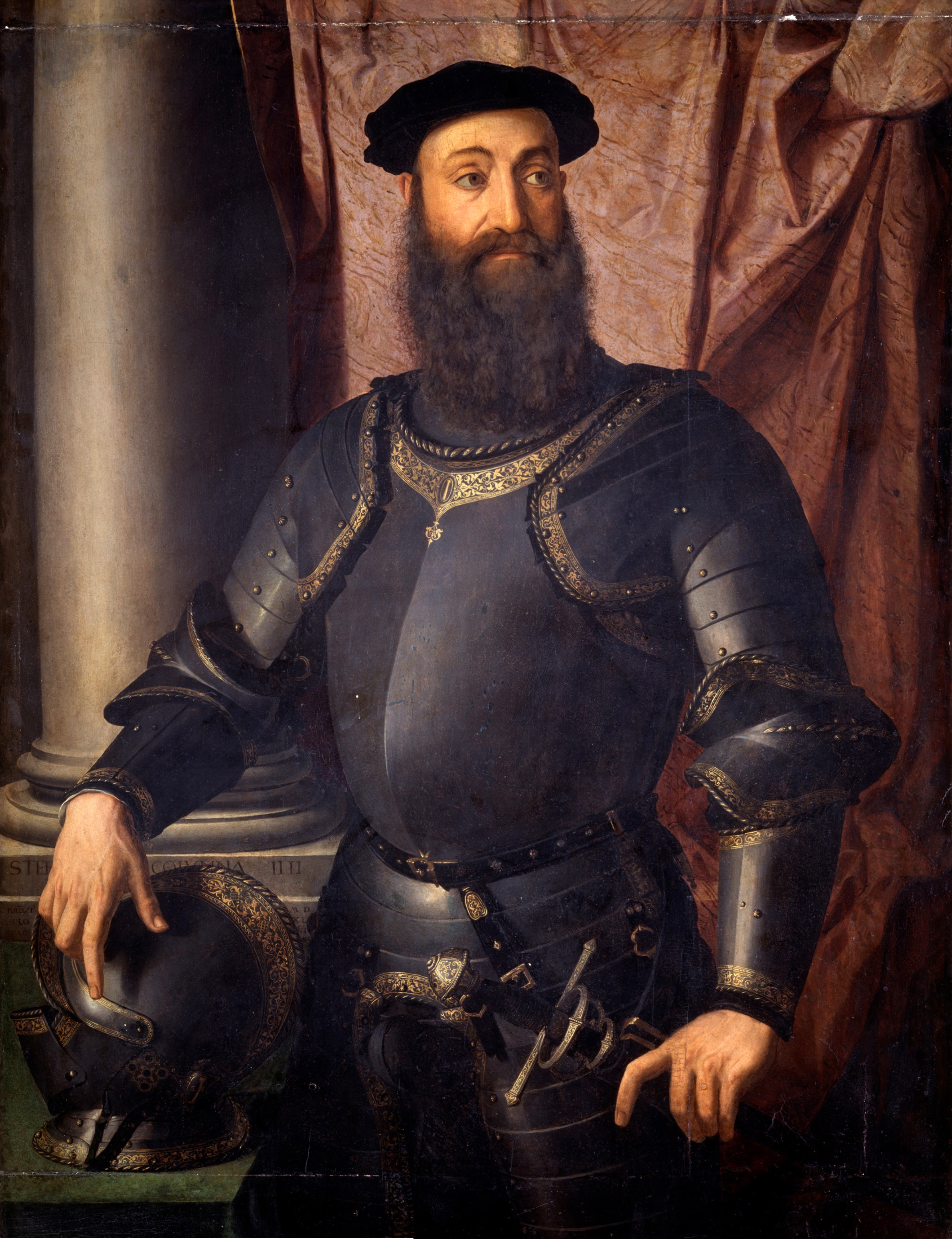
アーニョロ・ブロンズィーノ『ステファノ4世・コロンナの肖像』（1540年）
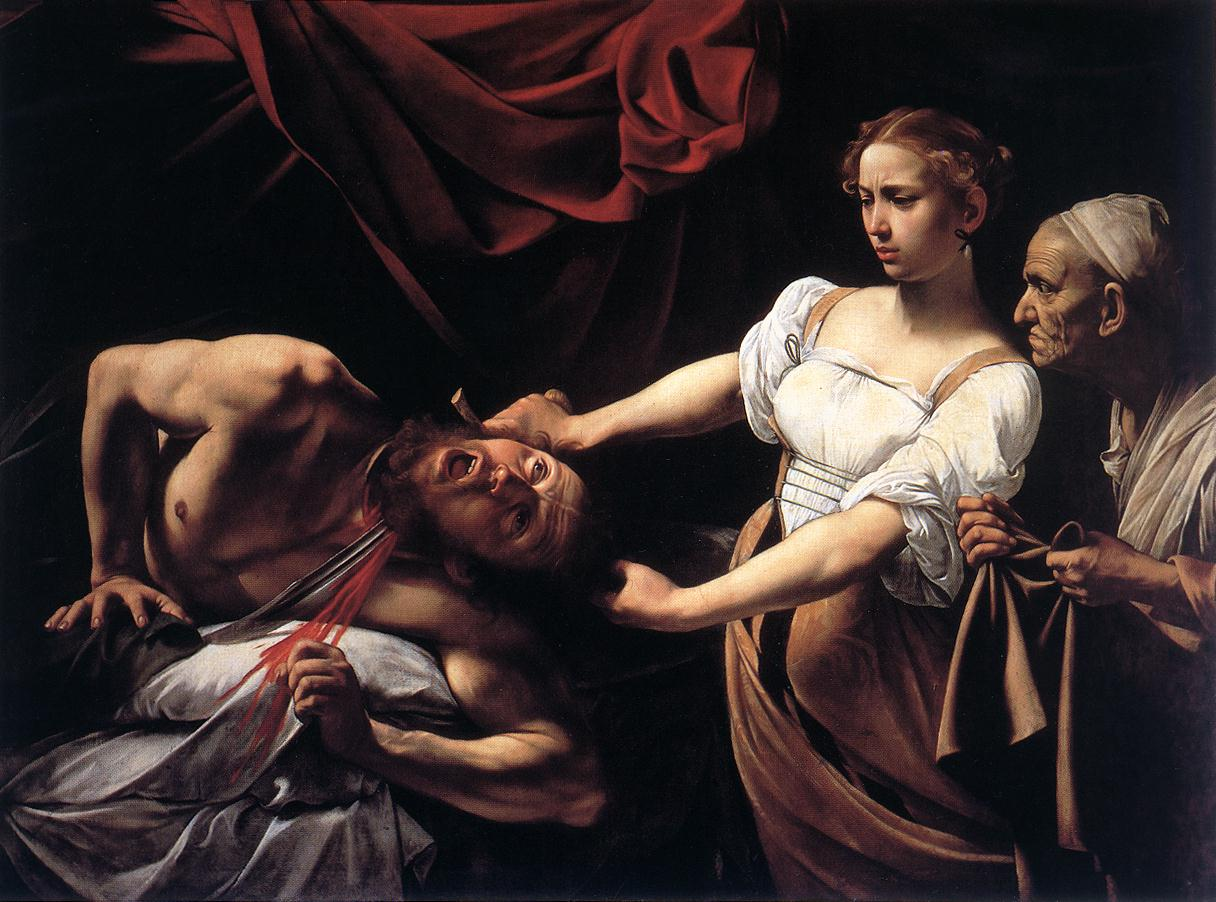
カラヴァッジョ『ホロフェルネスの首を斬るユーディット』（1598-1599年頃）
グイド・レーニ『ベアトリーチェ・チェンチ』（1600年頃）
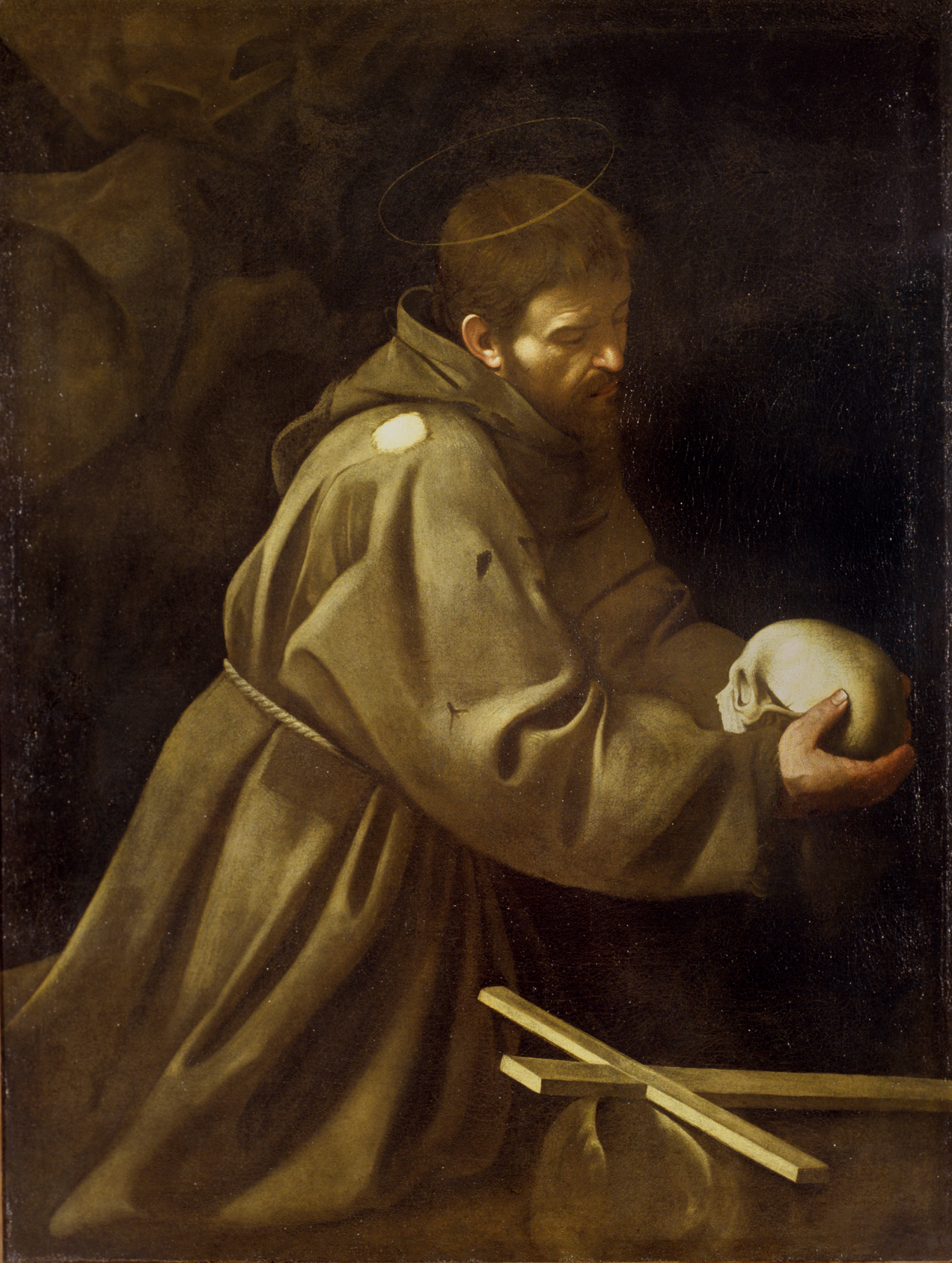
カラヴァッジョ『祈る聖フランチェスコ』（1602-1604年頃）
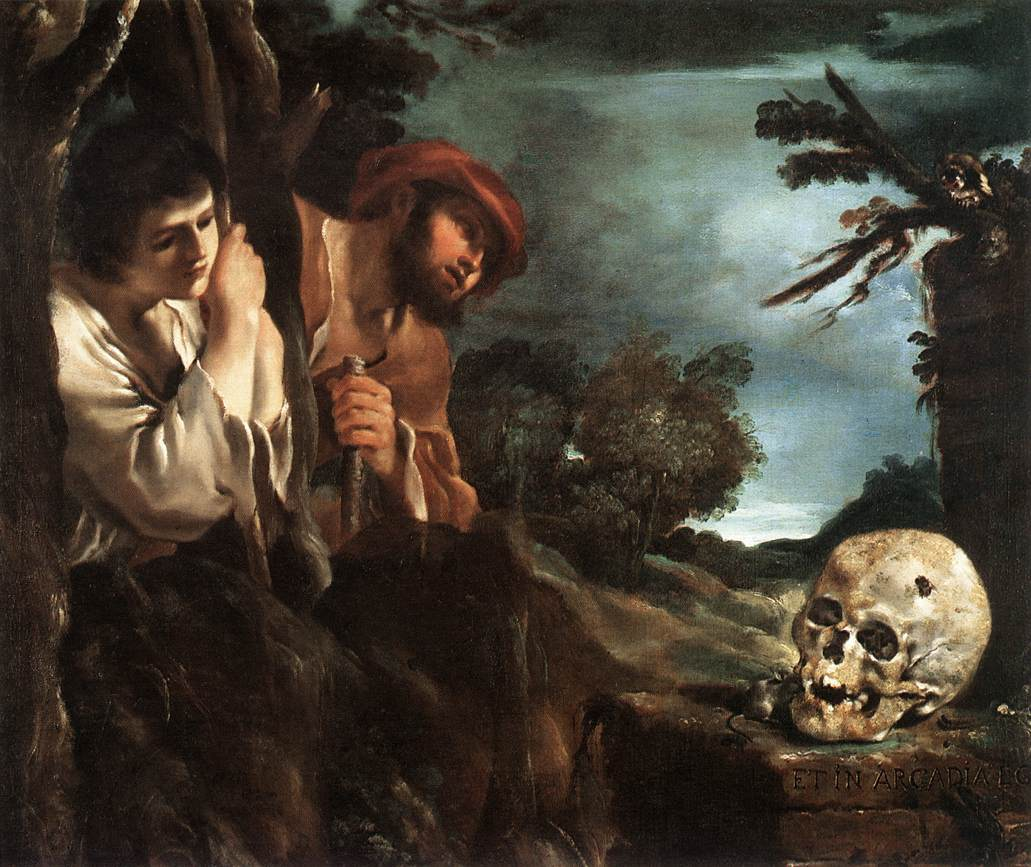
グエルチーノ『我アルカディアにもあり』（1618-1622年頃）
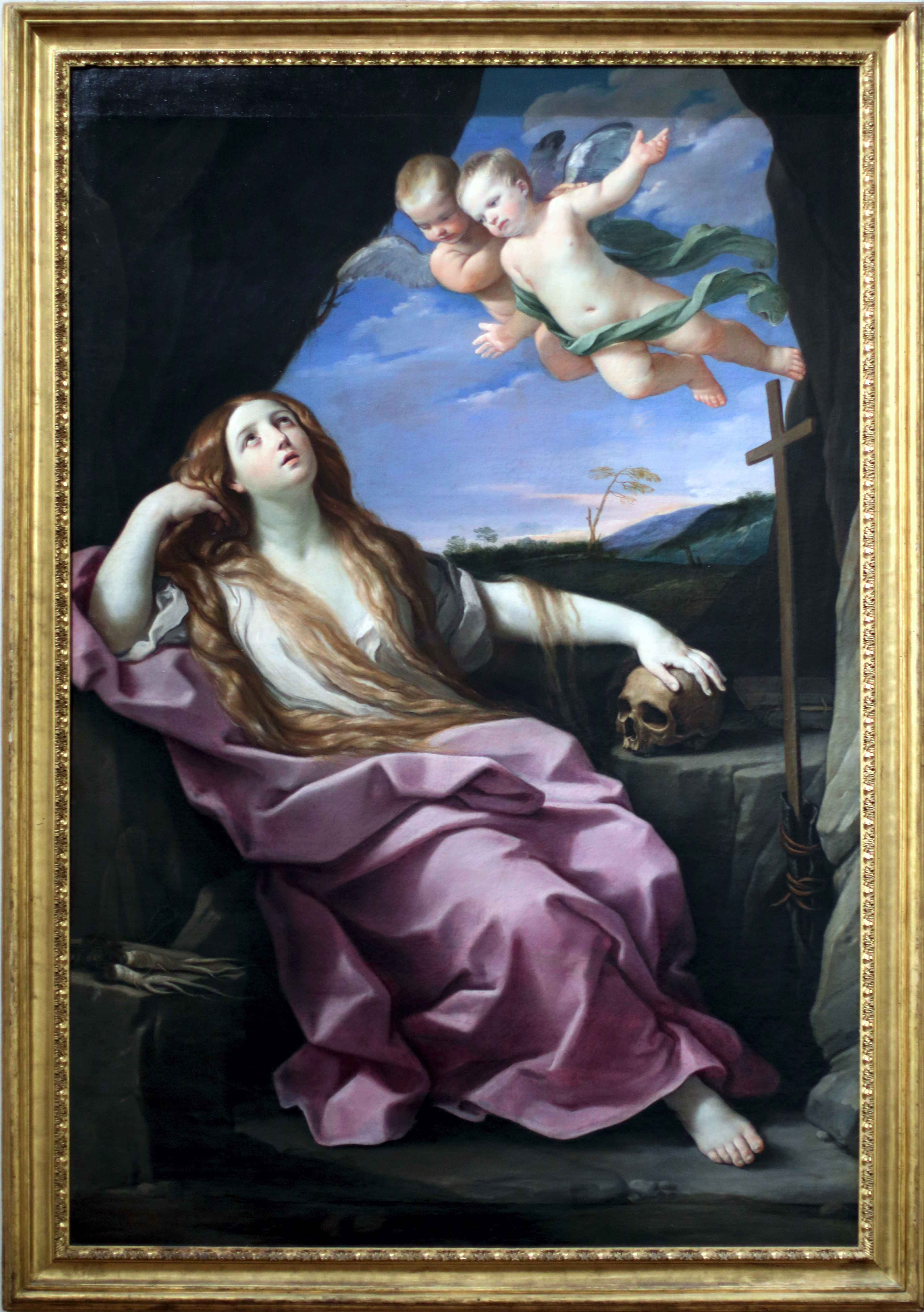
グイド・レーニ『悔悛するマグダラのマリア』（1631-1632年頃）

## アクセス
ローマ地下鉄A線のバルベリーニ駅より徒歩1分。